# Lab.30
Das lab30 (gesprochen: 'læb 'draısık) ist ein Festival für Medienkunst, Klangkunst und elektronische Musik. Es findet einmal jährlich an vier Tagen Ende Oktober bzw. Anfang November in Augsburg statt.
Lokale, regionale und internationale Künstler aus allen Bereichen der Medienkunst stellen an vier Tagen in einer Ausstellung, einem Konzert-, Film- und Performanceprogramm sowie Workshops aktuelle Arbeiten vor. Ausstellung und Liveprogramm generieren sich aus einer thematisch offenen internationalen Ausschreibung. Ein Team von Kuratoren wählt aus den Einsendungen Arbeiten aus.

## Geschichte
Das Festival wurde 2003 ins Leben gerufen, um das vom Kulturamt der Stadt Augsburg betriebene Kulturhaus Abraxas im Grenzbereich von Pop/Kunst/Neuen Medien/Performance/Elektronik zu positionieren. Das Festival fand erstmals von 30. Oktober 2003 bis 2. November 2003 im Kulturhaus Abraxas statt. Der Festivalname bezieht sich auch auf die Hausnummer des Kulturhauses in der Sommestraße. In den ersten Jahren waren Peter Bommas (Junges Theater Augsburg), Elke Seidel (Kulturamt Augsburg), Robert Rose (Fachhochschule für Gestaltung/Multimedia, heute Hochschule Augsburg), Sebastian Kochs (Stadtjugendring Augsburg) und Hans-Christian Grimm für das Festival zuständig, das 2004 und 2005 zweimal im Jahr stattfand. Die Ausgaben des Festivals sind im Untertitel durchnummeriert, 2019 fand also das „18. Augsburger Kunstlabor“ statt.
2006 übernahm Elke Seidel die künstlerische und organisatorische Leitung des Festivals. Ebenfalls seit 2006 findet das Festival im jährlichen Turnus statt. Ab 2008 wirkte Barbara Friedrichs als Ko-Kuratorin am Festival mit. Seit 2015 hat sie die künstlerische und organisatorische Leitung des Festivals inne.
Seit 2010 zeichnet die Stadt Augsburg eine der ausgestellten Arbeiten mit dem „lab award“ aus. Der Preis wird von einer unabhängigen Jury vergeben. Sie ist mit wechselnden Experten für zeitgenössische (Medien-)Kunst besetzt. Seit 2016 wird zusätzlich auch ein durch Abstimmung unter den Besuchern ermittelter Publikumspreis vergeben.
Wegen der Covid-19-Pandemie konnte das Festival 2020 nicht stattfinden. Stattdessen wurde es von 21. Oktober bis 7. November 2021 als 19./20. Doppelausgabe durchgeführt. Anlässlich des 20. Jubiläums wurde es dabei um ein spezielles Konzertprogramm an zusätzlichen Wochenenden erweitert.

## Organisation
Die offene Ausschreibung zur Einreichung von Arbeiten für die Ausstellung und das Konzert- und Performanceprogramm wird u. a. über Hochschulen für Medienkunst im deutschsprachigen Raum verbreitet.
Bei der Kuration kooperiert das veranstaltende Kulturamt immer wieder mit externen Partnern. So wurde beispielsweise die Spätschiene des Liveprogramms, die sogenannten „Clubnächte“, bis 2013 als Konzertprogramm von Manfred Genther kuratiert, 2014 zeichnete das Team der „Golden Glimmer Bar“ für die Zusammenstellung von DJ-Sets verantwortlich. Das Programm experimenteller Kurzfilme, die im Rahmen des lab.30 gezeigt werden, wird vom Medienkunst-Festival Ars Electronica in Linz verantwortet – die dort prämierten Filme werden beim lab30 erstmals außerhalb der Ars Electronica gezeigt. Beim Workshop-Programm für Kinder und Jugendliche wird das lab.30 von MEHR MUSIK! unterstützt, dem Musikvermittlungsprogramm der Stadt Augsburg.
Seit 2009 kooperiert das lab30 mit der Regionalregierung der kanadischen Provinz Québec. Deren Förderprogramm hat seither bereits mehreren Künstlern aus der Region Québec die Teilnahme am lab30 ermöglicht.
2016 war der Medienkünstler Reinhard Gupfinger aus Linz in einer Kooperation mit dem Verein „Hoher Weg e.V.“ als Artist in Residence beim lab30 zu Gast.
Ein Austauschprogramm für Künstler aus Augsburg und seiner japanischen Partnerstadt Amagasaki führte das lab30 in den Jahren 2018 und 2019 zusammen mit der Kunstgalerie A-Lab in Amagasaki durch.

## Orte
Zentraler Veranstaltungsort des Festivals ist das Kulturhaus Abraxas. Konzerte und andere Live-Performances finden in der Regel auf mehreren Bühnen im Gebäude statt. Die Installationen des Ausstellungsprogramms werden in den Galeriebereichen des Gebäudes präsentiert, aber auch in Keller- und Dachbodenräumen, die außerhalb des lab30 nicht öffentlich zugänglich sind.
Einzelne Programmpunkte des lab30 fanden und finden immer wieder in benachbarten Einrichtungen statt. So wurden in den 2010er Jahren einzelne raumgreifende Exponate in den Hallen des Kulturpark West ausgestellt, der sich bis 2019 neben dem Kulturhaus abraxas befand. Partys im Anschluss an die Öffnungszeiten des Kulturhauses abraxas wurden im Club „Musikkantine“ auf dem Gelände des Kulturpark West veranstaltet. Seit 2015 ist die Kirche St. Thaddäus (Augsburg-Kriegshaber) in der Nähe des Kulturhauses abraxas ein regelmäßiger Spielort für Konzerte im Rahmen des lab30.
Durch einzelne Programmpunkte, die an weiter entfernten Orten wie dem Schaezlerpalais oder der Kirche St. Moritz (Augsburg) präsentiert werden, hat das lab30 mehrfach Spielorte in der Augsburger Innenstadt bespielt. Immer wieder finden sich im Festivalprogramm auch Audiowalks, die vom Kulturhaus abraxas ausgehen.

## Künstler (Auswahl)
- Robin Baumgarten (2024)
- Markus Rom (2024)
- Mary Ocher (2024)
- Robert Henke (2021)
- Elisabeth Schimana (2021)
- Tundra Ensemble (RU) (2019)
- Raumzeitpiraten (2019)
- Pierce Warnecke (2019 u. a.)
- Guido Möbius (2019)
- Sam Auinger (2019)
- katrinem (2019)
- Akiko Nakayama (2018)
- Stefan Tiefengraber (2018)
- Rapoon (2018)
- Tina Tonagel (2017 u. a.)
- Lukas Lauermann (2017)
- Asmus Tietchens (2017)
- Joasihno (2017)
- Denise Ritter (2017)
- Tomoko Sauvage (2016)
- Leafcutter John (2015)
- Gamut Inc (2014)
- People Like Us (2013)
- Gerald Fiebig (2012 u. a.)
- Hildur Guðnadóttir (2010)
- Lynn Pook (2010)
- Strotter Inst. (2010)
- Ignaz Schick (2008)
- Staalplaat Soundystem (2008)
- Niklas Roy (2008)
- Aidan Baker (2008)
- Yunchul Kim (2008)
- lab binaer (2008 u. a.)
- Artificiel (2007)
- Jens Brand (2006)
- Agnes Meyer-Brandis (2006)
- Andreas Muxel (2006)
- Philip Jeck (2007)
- Florian Hecker (2006)